# Ватерия индийская
Ватерия индийская, или Белое дамарское дерево, или Малабарская белая сосна (лат. Vateria indica) — крупное дерево, вид рода Ватерия (Vateria) семейства Диптерокарповые (Dipterocarpaceae).

## Ботаническое описание
Красивое крупное дерево.

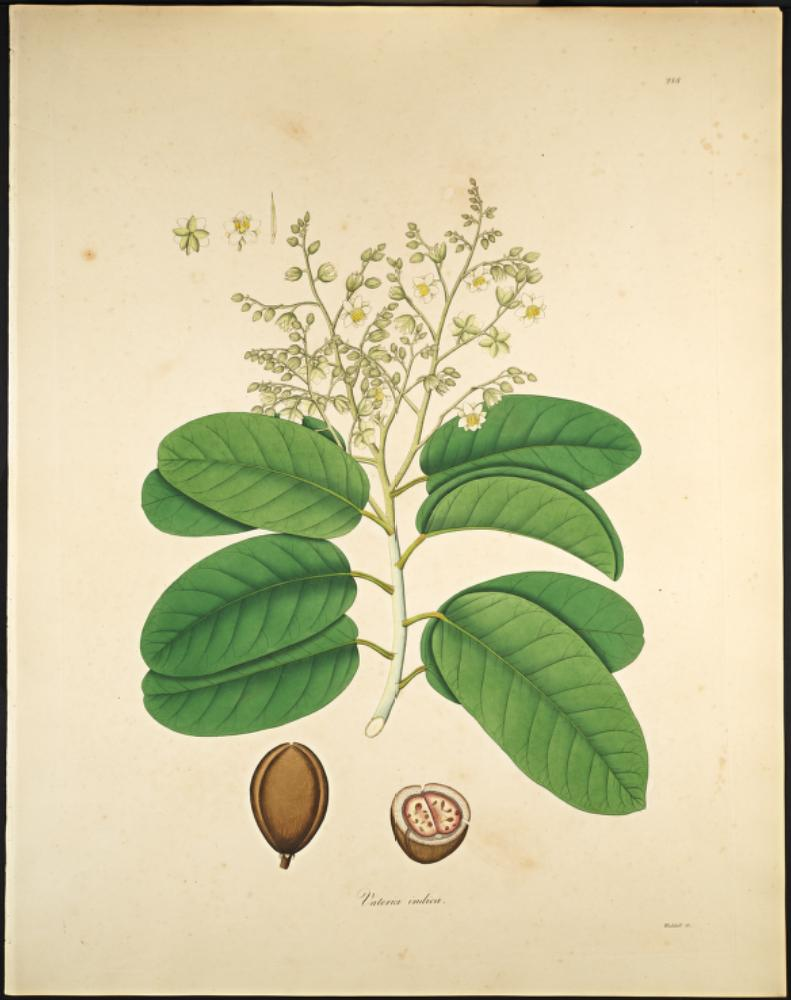
Ватерия индийская. Ботаническая иллюстрация

Заболонь беловатая, иногда с красным или серым оттенком. Ядро беловато-серое, под воздействием внешней среды становится коричневым. Древесина мягкая и умеренно тяжёлая, с плотностью в сухом состоянии около 576 кг/м3.

## Распространение
Распространено в вечнозелёных лесах Индии (Западные Гаты). Широко разводится в Индии в аллейных посадках. Встречается также на Шри-Ланке.

## Практическое использование
Служит основным источником смолы «белый дамар», используемой в производстве спиртовых и нитроцеллюлозных лаков.
Древесина служит для изготовления фанеры, тары, гробов. Идёт также на изготовление паркета, на краснодеревные работы, облицовочные декоративные панели, гнутые изделия. топорища, колодки щёток.
Из плодов ватерии индийской получают «ватериевое сало», или «малабарское сало», воскообразное вещество бледно-жёлтого цвета, с температурой плавления около 35 °C. Его ввозили в Европу с 1851 года. Англия ввозила плоды ватерии под названием «масляные бобы» и перерабатывала их на сало прессованием.